# Jamaica világörökségi helyszínei
Jamaica területéről eddig egy helyszín került fel a világörökségi listára, három helyszín a javaslati listán várakozik a felvételre.
| | Blue and John Crow Mountains |
| 2015 |                              |
| Vegyes (III)(VI)(X) |                              |
| Védett terület: 26 251,6 ha, puffer zóna: 28 494 ha, hivatkozás: 1356 |                              |
| A világörökségi helyszín egy nagy kiterjedésű nehezen megközelíthető erdős-hegyes terület a sziget délkeleti részén, ami korábban menedéket nyújtott az európai rabszolgatartók elől menekülő indián őslakosoknak, később pedig az Afrikából idehurcolt szökött rabszolgáknak. Ezen a távoli területen sikeres ellenállást folytattak az európai gyarmatosító törekvések ellen. Az erdőben úthálózatot alakítottak ki, rejtekhelyeket, kilátókat és településeket építettek. Ezek összessége alkotja az úgynevezett Nanny Town örökség ösvényt. A környező hegyek komoly spirituális szerepet foglaltak el a menekültek életében, ennek nyomai a mai napig felfedezhetőek a sziget kulturális életében táncok, szertartások és a hagyományos orvoslás formájában. A védett terület összesen 26 200 hektár egy 28 500 hektáros puffer zóna közepén. Tengerszint feletti magassága 850 és 2256 méter között változik, ezért élővilága 9 elkülönülő sávra oszlik. A védett területen számos veszélyeztetett fafélét tartanak számon, ezen kívül gyakoriak a virágzó növények (orchideák, broméliák), valamint a haraszt- és mohafélék. |                              |

## Elhelyezkedése
| Blue and John Crow Mountains |

## Javasolt helyszínek
| Megnevezés                     | Kép | Típus      | Kritérium   | Év   | Link |
| ------------------------------ | --- | ---------- | ----------- | ---- | ---- |
| Port Royal                     |     | Kulturális | IV, V, VI   | 2009 | 5430 |
| Sevilla örökség park           |     | Kulturális | II, III, IV | 2009 | 5431 |
| Cockpit Country védett terület |     | Vegyes     | III, VI, X  | 2025 | 6822 |